# Fingig
Fingig (luxemburgisch Féngeg, örtlich Féingig) ist eine Ortschaft der Gemeinde Käerjeng im Großherzogtum Luxemburg. Bis Ende 2011 war Fingig eine Ortschaft der ehemaligen Gemeinde Küntzig, die zum 1. Januar 2012 mit Niederkerschen zur Großgemeinde Käerjeng fusioniert wurde.

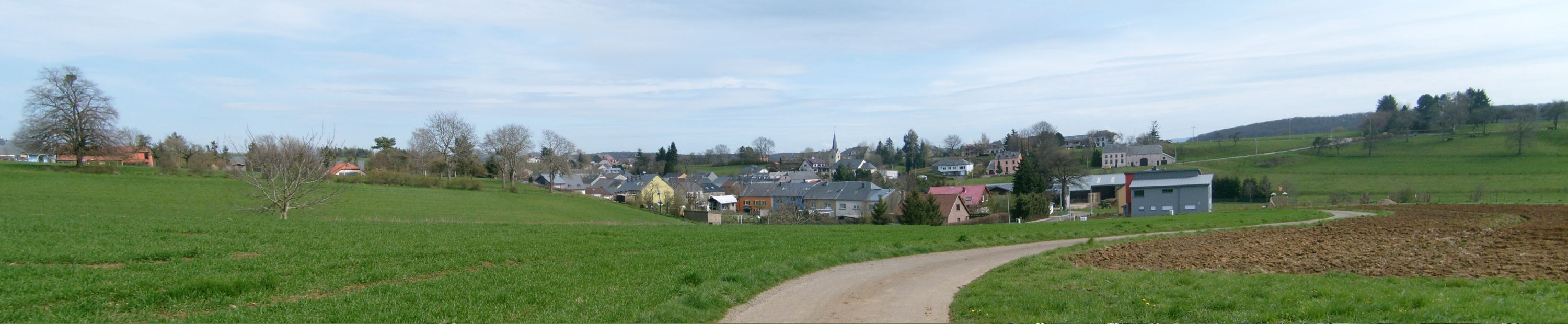
Sicht vum Norden auf Fingig (2008)